# Юссуфа
Юссуфа (фр. Youssoupha), настоящее имя Юссуфа Мабики (фр. Youssoupha Mabiki), (род. 29 августа 1979 г., Киншаса) — французский рэпер африканского происхождения  (Демократическая Республика Конго).

## Биография
Своё первое имя Youssoupha получил как дань уважения сенегальским предкам. Его отец Tabu Ley Rochereau под псевдонимом «Seigneur Ley» (африканский музыкант) играет на заирской румбе. Юссуфа провёл часть своего детства в Киншасе, а затем переехал в Безье (фр. Béziers, окс. Besièrs) и жил там до 10 лет, пока не переехал со своей тётей в Париж. Приезжая во Францию, чтобы продолжить своё обучение, он поселился в городе Сержи (фр. Cergy) до переезда в à Sartrouville в Ивелине (фр. Yvelines). Становится бакалавром, получает высокую оценку в Версальской академии по французскому, а затем обращается к литературоведению. После окончания курсов в à la Sorbonne Nouvelle (Paris III) он полностью посвящает себя музыке.
Первая его группа с des Frères Lumières состояла из двух его друзей, с которыми он выпустил EP.
После нескольких проектов, в том числе альбом «Tendance» группы Bana Kin, в 2005 году он выпускает Street DVD : Éternel recommencement puis signe chez Hostile.
Он выпустил свой первый сольный альбом в марте 2007 года под названием de À chaque frère. В создании альбома принимали участие такие исполнители, как Diam's, Kool Shen, S'Pi, Mike Génie. Альбом разошёлся тиражом в 30 тысяч копий.
25 марта 2009 года Éric Zemmour подал на него жалобу за «преступную угрозу и публичное оскорбление» после строки из песни «A force de le dire».
Его второй альбом был выпущен 12 октября 2009 года в уже отредактированном варианте.

## Дискография

### Street CDs
- 2005 : Éternel recommencement
- 2006 : Mixtape spéciale avant l’album

### Альбомы
- 2007 : À chaque frère (30 000 копий)
- 2009 : Sur les chemins du retour (10 000 копий)
- 2012 : Noir Désir
- 2015 : Négritude
- 2018 : Polaroïd Experience
- 2021 : Neptune Terminus

### Digitape
- 2011 : En noir et blanc — En attendant Noir Désir

### Клипы
- 2005 : «Babylon Zoo»
- 2005 : «Toubab»
- 2005 : «Anti-Venus»
- 2006 : «Éternel Recommencement»
- 2007 : «Ma destinée»
- 2007 : «Macadam»
- 2007 : «Les Apparences nous mentent»
- 2008 : «Troisième underground»
- 2009 : «L’effet papillon»
- 2010 : «Apprentissage Remix» (Feat Médine, Ol Kainry, Tunisiano & Sinik)
- 2011 : «Revolver»
- 2011 : «Rap franc CFA»
- 2011 : «Clashes»
- 2011 : «Poids plume»
- 2011 : «Haut parleur»